# Vereinbarte Verwaltungsgemeinschaft
Die vereinbarte Verwaltungsgemeinschaft (VVG) ist eine Form der interkommunalen Kooperation in Baden-Württemberg. Bei ihr übernimmt eine Gemeinde (erfüllende Gemeinde) die Aufgaben eines Gemeindeverwaltungsverbands (GVV). Die vereinbarte Verwaltungsgemeinschaft ist nicht selbst rechtsfähig, sie ist keine Körperschaft des öffentlichen Rechts und damit auch kein Gemeindeverband. Vereinbarte Verwaltungsgemeinschaften entstehen durch eine öffentlich-rechtliche Vereinbarung.

## Geschichte
Die Verwaltungsgemeinschaften wurden in Baden-Württemberg erstmals im Rahmen des Gesetzes zur Stärkung der Verwaltungskraft kleinerer Gemeinden vom 26. März 1968 eingeführt, das Teil der Gebietsreform in Baden-Württemberg war. Das Erste Gesetz zur Funktionalreform vom 14. März 1972 wies den Verwaltungsgemeinschaften einen Mindestkatalog an Aufgaben zu.
Im Jahr 2007 gab es 157 vereinbarte Verwaltungsgemeinschaften, zu denen sich 474 Gemeinden zusammengeschlossen hatten.
Die entsprechenden Zahlen für das Jahr 2020 lauten 156 vereinbarte Verwaltungsgemeinschaften mit 471 Gemeinden.

## Struktur
Vereinbarte Verwaltungsgemeinschaften bestehen aus mehreren benachbarten Gemeinden eines gemeinsamen Landkreises, wobei jede Gemeinde nur einer Verwaltungsgemeinschaft (GVV oder VVG) angehören kann.
Ein gemeinsamer Ausschuss aus Vertretern der beteiligten Gemeinden entscheidet über die Erfüllungsaufgaben. Vorsitzender des gemeinsamen Ausschusses ist der Bürgermeister der erfüllenden Gemeinde.

## Aufgaben
Den Umfang der übertragenen Aufgaben bestimmt § 61 der baden-württembergischen Gemeindeordnung; hierbei gibt es zwischen Gemeindeverwaltungsverbänden und vereinbarten Verwaltungsgemeinschaften keinen grundsätzlichen Unterschied.
Ein wichtiger Punkt ist, dass die erfüllende Gemeinde den anderen Mitgliedsgemeinden bei Bedarf Bedienstete zur Verfügung stellt sowie diese berät.
Die Aufgaben der vereinbarten Verwaltungsgemeinschaft sind unterschieden in „Erledigungsaufgaben“, bei denen die erfüllende Gemeinde im Auftrag der anderen Gemeinden tätig wird, und „Erfüllungsaufgaben“, die sie in eigener Zuständigkeit erledigt. Zu den Erledigungsaufgaben zählen Aufgaben rund um die verbindliche Bauleitplanung (Bebauungsplan), Bodenordnung, Städtebauförderung und Bauaufsicht sowie die Gewässerunterhaltung und Abgaben-, Kassen- und Rechnungsgeschäfte. Zu den Erfüllungsaufgaben gehören die vorbereitende Bauleitplanung (Flächennutzungsplan) und die Übernahme der Straßenbaulast für die Gemeindeverbindungsstraßen. Auf Antrag können der erfüllenden Gemeinde weitere Aufgaben übertragen werden.